# Juelsminde
Juelsminde anhörenⓘ ist eine dänische Hafenstadt mit 4023 Einwohnern (Stand: 1. Januar 2023) an der Ostküste von Jütland am Übergang vom Kleinen Belt zum Samsø Bælt gelegen. Sie gehört zur Hedensted Kommune in der Region Midtjylland. Juelsminde bildet eine eigene Kirchspielgemeinde (dän.: Sogn) Juelsminde Sogn. Bis 1970 gehörte sie zur Harde Bjerre Herred im damaligen Vejle Amt, danach wurde Juelsminde zum Verwaltungssitz der eigenen Juelsminde Kommune im „neuen“ Vejle Amt, die im Zuge der dänischen Verwaltungsreform zum 1. Januar 2007 in der Hedensted Kommune aufging.

## Sehenswürdigkeiten
Juelsminde ist bekannt für seine schönen Badestrände und verfügt über einen Sportboothafen, der 2011 von 350 auf 500 Liegeplätze erweitert wurde, was 2012 zur Wahl zum dänischen „Hafen des Jahres“ geführt hat.
Der Anker der Fregatte Jylland steht mitten in Juelsminde, da das Schiff selbst früher auch hier gelegen hat. Heute liegt es als Museumsschiff in Ebeltoft.

## Verkehr
1962 wurde eine Fährverbindung Juelsminde-Kalundborg-Linien eingeweiht. Das Unternehmen fiel 1985 in Konkurs und die Verbindung wurde eingestellt. Von 1990 bis 1996 wurde unter dem Namen KattegatBroen durch die Mercandia Rederierne I/S erneut eine Fährverbindung zwischen den beiden Städten betrieben.

## Galerie

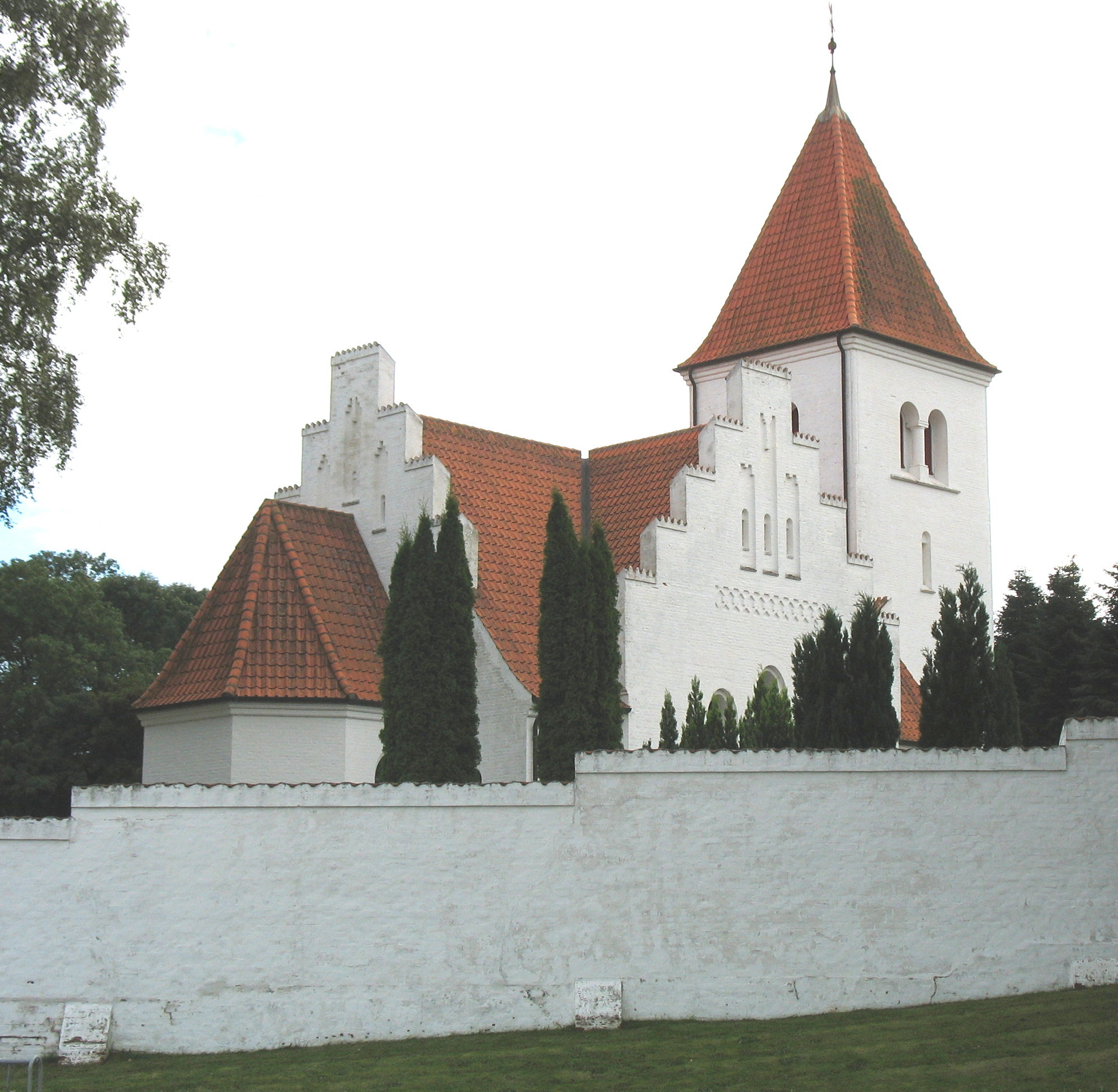
Juelsminde Kirke
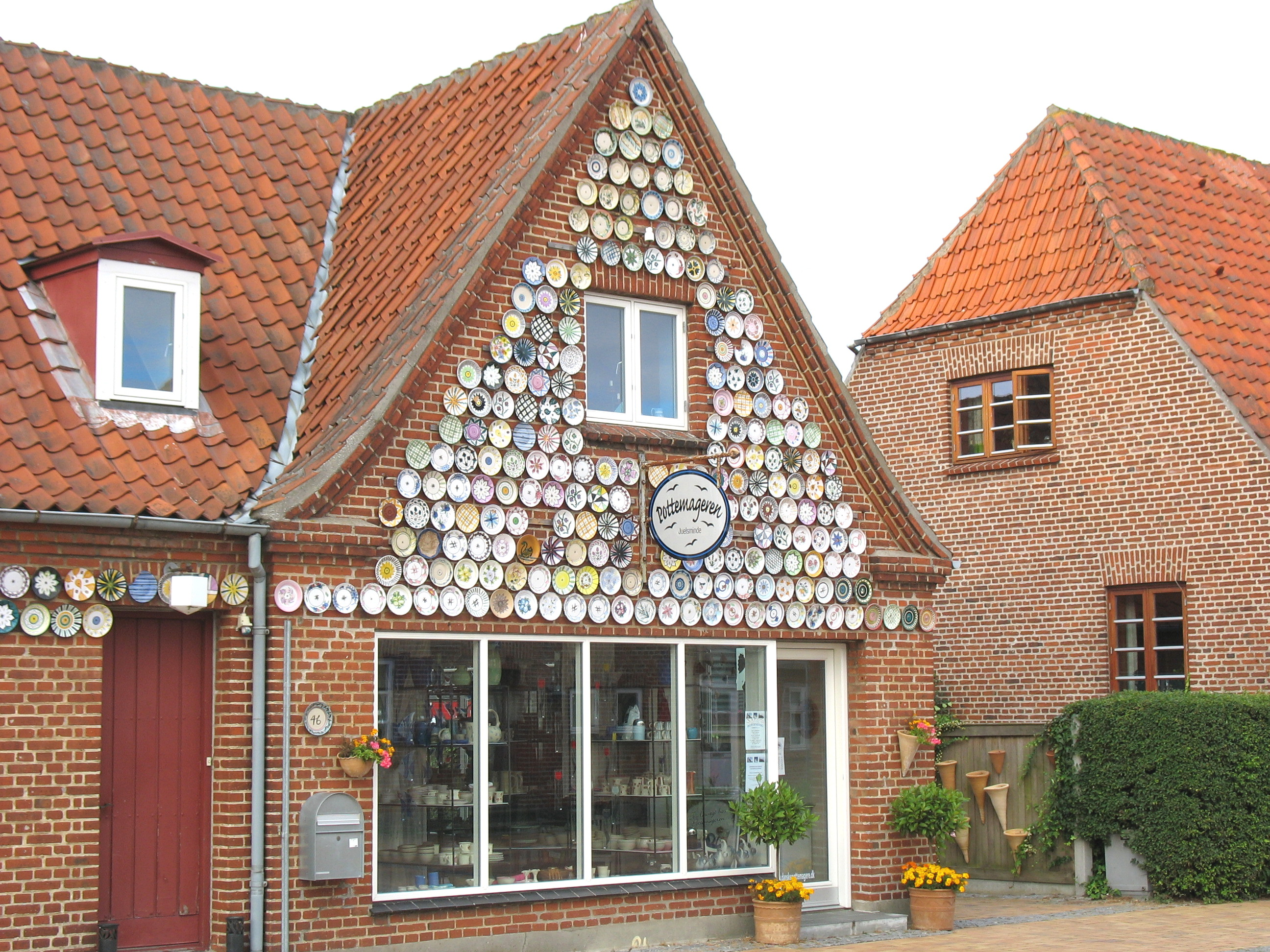
Das Töpferhaus in Juelsminde
Yachthafen